# Liste des épisodes de Kenyū Densetsu Yaiba
Cet article est un complément de l'article sur le manga Yaiba. Il contient la liste des épisodes de l'adaptation en anime diffusée entre avril 1993 et avril 1994 au Japon.

## Liste des épisodes
| No | Titre de l’épisode en français | Titre original de l’épisode                                             | Date de 1re diffusion |
| -- | ------------------------------ | ----------------------------------------------------------------------- | --------------------- |
| 1  | Pas de traduction officielle   | 平成の侍ヤイバ登場! Heisei no samurai YAIBA toujou!                     | 9 avril 1993          |
| 2  | Pas de traduction officielle   | よみがえる風神の剣! Yomigaeru fuujin no ken!                            | 16 avril 1993         |
| 3  | Pas de traduction officielle   | 雷神の剣!風神の剣 Raijin no ken / Fuujin no ken                         | 23 avril 1993         |
| 4  | Pas de traduction officielle   | 八鬼・カエル男の襲撃 Hachi oni. KAERU otoko no shuugeki                 | 30 avril 1993         |
| 5  | Pas de traduction officielle   | 必殺技せんぷう剣!! Hissatsu waza senpuu ken!!                           | 7 mai 1993            |
| 6  | Pas de traduction officielle   | 恐怖のナメクジ男参上 Kyoufu no NAMEKUJI otoko sanjou                    | 14 mai 1993           |
| 7  | Pas de traduction officielle   | 八鬼・クモ男の弱点 Hachi oni. KUMO otoko no jakuten!?                   | 21 mai 1993           |
| 8  | Pas de traduction officielle   | 吸血鬼・バットガイ! Kyuuketsuki. BATTOGAI!                              | 28 mai 1993           |
| 9  | Pas de traduction officielle   | 鬼丸まんじゅうの秘密 Onimaru manjuu no himitsu                          | 4 juin 1993           |
| 10 | Pas de traduction officielle   | 天才剣士小次郎復活! Tensai kenshi kojirou fukkatsu                      | 11 juin 1993          |
| 11 | Pas de traduction officielle   | 剣豪日本一はだれだ!! Kengou nipponichi wa dare da!!                     | 18 juin 1993          |
| 12 | Pas de traduction officielle   | 秘技カミナリ斬り誕生! Higi KAMINARI kiri tanjou!                        | 25 juin 1993          |
| 13 | Pas de traduction officielle   | 巨大アンコウ!?鬼丸城潜入 Kyodai ANKOU!? onimaru shiro sennyuu           | 2 juillet 1993        |
| 14 | Pas de traduction officielle   | 消えた?強敵カメレオン! Kieta? kyouteki KAMEREON!                        | 9 juillet 1993        |
| 15 | Pas de traduction officielle   | 小次郎が裏切った!? Kojirou ga uragitta!?                                | 16 juillet 1993       |
| 16 | Pas de traduction officielle   | 四天王最強マシン襲撃! Shitennou saikyou MASHIN shuugeki!                | 23 juillet 1993       |
| 17 | Pas de traduction officielle   | 風雷激突!!ヤイバ対鬼丸 Fuu kaminari gekitotsu!! YAIBA tai onimaru       | 30 juillet 1993       |
| 18 | Pas de traduction officielle   | 伝説の玉をさがせっ! Densetsu no tama wo sagase!!!                       | 6 août 1993           |
| 19 | Pas de traduction officielle   | 金の玉は何の玉? Kin no tama wa nani no tama?                            | 13 août 1993          |
| 20 | Pas de traduction officielle   | 赤龍伝説!!天草四郎現わる!! Aka ryuu densetsu!! Amakusa shirou gen waru! | 20 août 1993          |
| 21 | Pas de traduction officielle   | 熱地獄!火炎の玉を奪え!! Netsu jigoku! kaen no tama wo ubae!!            | 27 août 1993          |
| 22 | Pas de traduction officielle   | 天下の大泥棒・ゴエモン Tenka no dai dorobou. GOEMON                     | 3 septembre 1993      |
| 23 | Pas de traduction officielle   | 巨大決戦!大仏VS大阪鬼丸城 Kyodai kessen! Daibutsu vs oosaka onimaru jou | 10 septembre 1993     |
| 24 | Pas de traduction officielle   | 敵か味方か?柳生十兵衛復活! Teki ka mikata ka? Yagyuu juubee fukkatsu!   | 17 septembre 1993     |
| 25 | Pas de traduction officielle   | 待ちうける罠!?川中島決戦 Machi ukeru wana!? Kawanakajima kessen no maki | 24 septembre 1993     |
| 26 | Pas de traduction officielle   | 闇の玉は暗黒世界への入口 Yami no tama wa ankoku sekai e no iriguchi     | 1er octobre 1993      |
| 27 | Pas de traduction officielle   | 夢をすてるか!特訓必殺剣 Yume wo suteru ka! Tokkun hissatsu ken          | 8 octobre 1993        |
| 28 | Pas de traduction officielle   | 剛球勝負!弁慶を打ちとれ Goukyuu shoubu! Benkei wo uchitore              | 15 octobre 1993       |
| 29 | Pas de traduction officielle   | なにっ!伝説の玉が10万個? Nanii! Densetsu no tama ga 10 man ko?          | 22 octobre 1993       |
| 30 | Pas de traduction officielle   | 石化の毒針!モンキー芭蕉 Seki ka no doku hari! MONKII bashou             | 29 octobre 1993       |
| 31 | Pas de traduction officielle   | 目指せ!富士山龍神の玉! Mezase! Fujiyama ryuujin no tama!                | 5 novembre 1993       |
| 32 | Pas de traduction officielle   | ヤイバ7つの玉を失う!? YAIBA 7tsu no tama wo ushinau!?                   | 12 novembre 1993      |
| 33 | Pas de traduction officielle   | 非情なる龍神の試練! Hijou naru ryuujin no shiren!                       | 19 novembre 1993      |
| 34 | Pas de traduction officielle   | 消えていく仲間達 Kiete iku nakama-tachi                                 | 26 novembre 1993      |
| 35 | Pas de traduction officielle   | 史上最強!龍神剣!! Shijou saikyou! Ryuujin ken!!                         | 3 décembre 1993       |
| 36 | Pas de traduction officielle   | 月からの侵略者・女帝かぐや Tsuki kara no shinryaku sha. Nyotei kaguya   | 10 décembre 1993      |
| 37 | Pas de traduction officielle   | 大撃沈!鬼丸浮遊城! Dai gekichin! Onimaru fuyuu jou!                     | 17 décembre 1993      |
| 38 | Pas de traduction officielle   | 東京水攻め作戦!! Toukyou mizuzeme dai sakusen!!                         | 24 décembre 1993      |
| 39 | Pas de traduction officielle   | 月星人、ガスタンクと合体!? Tsuki boshi jin, GASUTANKU to gattai!?       | 27 décembre 1993      |
| 40 | Pas de traduction officielle   | 新龍神伝説誕生!! Shin ryuujin densetsu tanjou!!                         | 7 janvier 1994        |
| 41 | Pas de traduction officielle   | おなご救出作戦決行! Onago kyuushutsu sakusen kekkou!                    | 14 janvier 1994       |
| 42 | Pas de traduction officielle   | 体を奪われた十兵衛!? Tai wo ubawareta juubee!?                          | 21 janvier 1994       |
| 43 | Pas de traduction officielle   | さやかピンチ!急げヤイバ Sayaka PINCHI! Isoge YAIBA                      | 28 janvier 1994       |
| 44 | Pas de traduction officielle   | 狙われた龍の巫女・さやか Nerawareta ryuu no miko. Sayaka                | 4 février 1994        |
| 45 | Pas de traduction officielle   | ゲッコーの逆襲!魔王剣 GEKKOU no gyakushuu! Maou ken                     | 11 février 1994       |
| 46 | Pas de traduction officielle   | ヤイバ、魔王剣に敗れる! YAIBA, maou ken ni yabureru!                    | 18 février 1994       |
| 47 | Pas de traduction officielle   | 鬼丸復活!さやかを救え!! Onimaru fukkatsu! Sayaka wo sukue!!             | 25 février 1994       |
| 48 | Pas de traduction officielle   | くらえっ!合体技風雷波 Kurae! Gattai waza fuu kaminari ha                | 4 mars 1994           |
| 49 | Pas de traduction officielle   | かぐや、恐ろしき真の姿! Kaguya, osoroshiki shin no sugata!              | 11 mars 1994          |
| 50 | Pas de traduction officielle   | 絶体絶命!ヤイバ剣を失う Zettaizetsumei! YAIBA ken wo ushinau            | 18 mars 1994          |
| 51 | Pas de traduction officielle   | 白き龍神あらわる!! Shiroki ryuujin arawaru!!                            | 25 mars 1994          |
| 52 | Pas de traduction officielle   | 鉄ヤイバ、サムライだ! Tetsu YAIBA, SAMURAI da!                          | 1er avril 1994        |